# Набатная башня
Наба́тная башня — промежуточная глухая башня восточной стены Московского Кремля. Расположена на склоне кремлёвского холма напротив храма Василия Блаженного. Построена последней из башен в 1495 году, архитектор неизвестен. Получила своё название в 1658 году после установки Спасского набатного колокола. Колокол сняли с башни в начале XIX века, в настоящий момент он находится в Арсенале.

## История

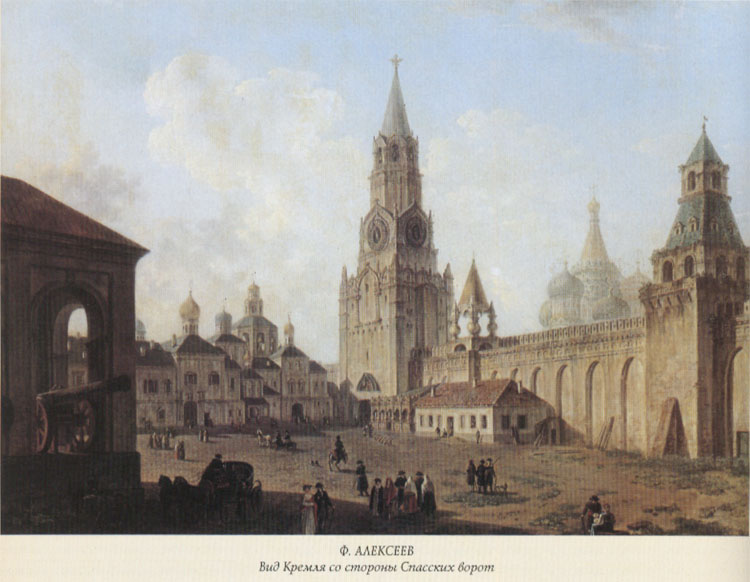
«Вид в Кремле у Спасских ворот», Фёдор Алексеев, 1880-е годы

Башню построили в 1495 году по проекту неизвестного архитектора на возвышении. Она использовалась для оповещения о пожарах и другой опасности, так с неё открывался хороший обзор на южную часть города. Набатный звон или всполошной звон — непрерывные, частые удары в большой колокол. Впрочем, наличие башни не помешало крупному пожару 1547 года, в котором Кремль выгорел за шесть часов.
Существуют разные версии о времени создания колокола на Набатной башне. Долгое время считалось, что первый московский набат отлили из металла новгородского вечевого колокола, привезённого в Москву в 1478 году, после присоединения Новгорода Великого к Московскому княжеству. В настоящее время установлено, что «Новгородский» колокол висел в Набатной башне Кремля, близ Спасских ворот.
Набатный колокол противопожарной службы Кремля на башне установили в 1658 году — тогда же она получила современное название. Есть свидетельство воротника башни от 1674 года: «когда горел стрелецкий приказ, то земские ярышки били в набатный колокол, что у Спасских ворот, и после того колокол оказался разбитым». В 1668 году по указу царя Алексея Михайловича набатные сигналы были регламентированы:

— в случае пожара в Кремле «бить во все три набата в оба края, поскору»

— при пожаре в Китай-городе «бить в один Спасский набат в один край, скоро же»

— при пожаре в Белом городе — «бить в Спасский в оба края и в набат, что на Троицком *мосту в оба же края потише»

— при пожаре в Земляном городе бить в набат на Тайницкой башне «тихим обычаем».

В 1714 году всполошный колокол заменили по именному повелению императора Петра I. Его перелил колокольный мастер, на колоколе есть надпись: «1714 года июля в 30 день вылит сей набатный колокол из старого набатного колокола, который разбился, кремля города к Спасским воротам. Весу в нём 150 пудов. Лил сей колокол Иван Моторин». Этот колокол служил пожарной сигнализацией до 1771 года и продолжал называться Спасским по старой башне. Всего в Кремле было три набатных колокола: Спасский на Набатной башне, Троицкий и Тайницкий.
В 1769—1771 годах Правительствующий сенат выпустил указ, запрещающий «чинить набатную тревогу» во время народных волнений и смут, также было велено держать колокольни закрытыми, чтобы не вызвать напрасных и «злоумышленных» тревог. Всё же в 1771 году во время Чумного бунта неизвестные восставшие ударили в Спасский набат и собрали москвичей. После подавления бунта язык колокола на Набатной башне был удалён по приказу Екатерины II, его там не было 30 лет. Колокол же было приказано «сохранять навсегда на своём месте, то есть на той башне, где он висел, в случае же починки башни, сохранять колокол в надёжном месте до исправления ея, а по исправлении опять вешать на своё место». На колокольне находится две чугунные достки с описаниями произошедших событий.
Все башни строены без особенного назначения, кроме Спасской, просто для красоты стен, и только Набатная и Царская имели в старину определённое назначение. На верху Набатной висел колокол, в который звонили во время особенных всполохов и бедствий. Этот всполошный колокол снят в 1817 году. Особым характером звона отличались набатные колокола, поэтому горожане сразу отличали набат от обычного церковного звона.Иван Кондратьев, «Седая старина Москвы» 1893 года
Екатерина II приказала провести ремонт в башнях, колокол был снят в 1803 году и передан Арсенал, а в 1821-м — в Оружейную палату, в настоящее время он висит в вестибюле. Колокол так и не вернули в том числе из-за постановления «О набатном звоне», принятого 19 сентября 1923 года в СССР. Согласно документу, можно было законно изымать колокола. Решение об отборе принимала Главнаука.
Во время крупного исследования Кремлёвской территории археолог князь Николай Щербатов в 1894 году нашёл вход в замурованную галерею, идущую к Константино-Еленинской башне. В ней был встречный коридор длиной 62 метра. В конце галереи за кирпичной кладкой был расположен тайник с пушечными ядрами. Позже Щербатов разобрал пол в Набатной башне и нашёл ход, ведущий в этот тайник с другой стороны. В то же время была обнаружена часть другого подземного хода внутри Кремля рядом с Набатной башней, вырытого в XVII веке и предназначенного для выхода защитников во время осады крепости. К началу XX века от этого хода остался отрезок в прясле стены между Константино-Еленинской и Набатной башней. В настоящее время бойницы этого хода заложены кирпичом.
В 1970-х годах Набатная башня начала крениться из-за проседания грунта и треснувшего фундамента. В 1973—1981 годах в Кремле проводилась реставрация по проекту архитекторов А. В. Воробьёв и А. И. Хамцов. Крен башни удалось остановить, стянув основание металлическими обручами и укрепив почвы. Однако башня продолжает медленно отклоняться от вертикали. Помимо стягивания, в Набатной башне был восстановлен белокаменный декор, взамен утраченных деталей изготовили копии по сохранившимся историческим образцам. В те же годы во время реставрационных работ обнаружили около Набатной башни бойницы и капониры для ведения подножного боя.

## Архитектура
Набатная башня по пропорциям похожа на Спасскую, она хорошо сохранила свой исторический облик. Её высота составляет 38 метров, длина внешнего периметра у основания — 44 метра, толщина стен — 2,5 метра. Башня имела подъёмы от основания на стену: при возникновении опасности можно было быстро добежать до колокола и ударить в набат.
Внутренние помещения башни состоят из двух ярусов. Нижний включает в себя несколько секций, связанных с лестницами в стенах, а также плоские перекрытия и многочисленные помещения. Они также имеют выход на лестницы, по которым можно подняться на стену. Верхний ярус и конус были отделаны кирпичными полуколоннами, белокаменными капителями и поясками, напоминающие завершение Арсенальной башни. В 1676—1686 годах, когда городу уже не угрожали враги, в процессе реконструкции стен и башен Кремля надстроили арочный четверик и шатёр со смотровой вышкой. Основной четверик у башни завершается навесными бойницами с парапетом. В XVII веке были установлены машикули (которые сначала сделали на угловых, а потом на всех остальных башнях Кремля), но в конце того же века при перестройке башен их за ненадобностью заложили изнутри. Затем бойницы были заменены типовым для всех башен кирпичным парапетом с ширинками. Сейчас их можно увидеть снаружи в завершении нижнего четверика башни.
Как и остальные башни Кремля, Набатная изначально завершалась деревянной скатной крышей. В Описи ветхостей в стенах и башнях Московского Кремля 1667 года говорится, что башня стояла без кровли, а спуск внутрь башни был «худ и подпёрт досками. В башне над обеими дверьми разселось от дверей до верхних зубцов». Шатёр башни был застелен зелёной поливной черепицей. Существующие государственные росписи времени Петра I подтверждают, что черепица башен Кремля была зелёного цвета, об этом свидетельствуют сохранившиеся данные о покупке свинца — муравление свинцом даёт глазури зелёный оттенок.
Росписи предусматривают государственный расход на черепицу для покрытия башен Московского кремля: расход 1702 года – к черепичному делу, на свинец, медную окалину – 519 руб.; расход 1703 года – подрядчику за черепицу в артиллерию – 700 руб., к черепичному делу на свинец и медную окалину – 735 руб.

## Современность
В 2017 году началась крупная реконструкция Кремля. В зону реставрации на первом участке попала Набатная башня и часть кремлёвской стены между Спасской и Москворецкой башнями. В башне планировалось укрепить и очистить белокаменные навершия, отреставрировать декоративные элементы надстройки и металлического шатра, обновить флюгер.